# Chrysacris viridis
Chrysacris viridis är en insektsart som beskrevs av Yong Shan Lian och Z. Zheng 1987. Chrysacris viridis ingår i släktet Chrysacris och familjen gräshoppor. Inga underarter finns listade i Catalogue of Life.